# ألان هويرتا
ألان هويرتا (بالإنجليزية: Alan Huerta)‏ (11 سبتمبر 1995 في الولايات المتحدة - ) هو لاعب كرة قدم أمريكي في مركز الوسط.

## وصلات خارجية
- ألان هويرتا على موقع قاعدة بيانات كرة القدم.إي يو (الإنجليزية)
- ألان هويرتا على موقع Soccerway.com (الإنجليزية)